# Gryllacris aethiops
Gryllacris aethiops är en insektsart som beskrevs av Brunner von Wattenwyl 1888. Gryllacris aethiops ingår i släktet Gryllacris och familjen Gryllacrididae.

## Underarter
Arten delas in i följande underarter:
- G. a. malaysiae
- G. a. aethiops